# Skicka hem nr. 7
Skicka hem nr. 7 är en svensk komedifilm från 1937 i regi av Schamyl Bauman och Gideon Wahlberg.

## Handling
Nisse tar över och rustar upp sin vän Wahlboms nedgångna arbetsförmedlingsföretag för hemhjälp. För att öka vinsten ordnar han krediter, moderniserar kontoret, skaffar flotta möbler och för in följande annons i tidningarna: "Sju vackra flickor får plats i en modern byrå. Intressant arbete för språkkunniga, bildade, husliga kvinnor. Personlig ansökan å Hjälpredan, Vattugatan 53, 9-10 f. m."
En lång rad flickor söker platsen men då buffar sig fröken Svensson, kallad Nippran, fram och erbjuder sig sätta in sitt sparkapital i rörelsen mot att hon får en plats. Eftersom en kund ringer och begär städning och Nippran är villig ta uppdraget så blir hon omgående anställd. Annika Helle blir den sista i kön av ytterligare sex flickor som väljs ut och hon kallas därför fortsättningsvis för Nr 7.
Annika, Nr 7, sänds hem till en tandläkare för att ordna hans bibliotek, men dras direkt in i hans privatliv. Hon får lov att spela hans fästmö när hans arvtant kommer på besök då hans tidigare fästmö som är mycket svartsjuk just ställt till med gräl och slagit opp. Tanten gillar Nr 7 och får senare veta hur det hela hänger ihop. Hon ordnar då så att Nr 7 beställs som personal till en överste på hans 70-årskalas. Men Nippran lyckas krydda till handlingen lite...

## Om filmen
Skicka hem nr. 7 hade Sverigepremiär på ett antal orter den 26 december 1937. Filmen byggde på en bok av Lisa Eurén-Berner. Den har inte visats i TV.

## Rollista (i urval)
- Dagmar Ebbesen - majorskan Amailia
- Nils Lundell - Nisse
- Rut Holm - fröken "Nippran" Svensson
- Birgit Rosengren - Annika Helle
- Bengt Djurberg - Bertil Beveret, tandläkare
- Nils Wahlbom - "Tam Tam" Wahlbom
- Carl Barcklind - major Magnus Bevert
- Theodor Berthels - professor Nexander
- Britta Estelle - professorskan
- Nils Poppe - notarie Blom
- Stig Järrel - Bertils vän (ej krediterad)
- John Botvid - en tandläkarpatient (ej krediterad)
- Linnéa Hillberg - Marianne (ej krediterad)
- Britta Brunius - anställd nr. 2 (ej krediterad)[4]

## Musik i filmen (urval)
- Skicka hem nr 7, instrumental, kompositör: Erik Baumann och Leon Liljequist
- Karlarna ska pinas, kompositör: Sten Axelson, textförfattare: Einar Molin, sång: Rut Holm
- Biovisan, arrangör: Erik Baumann, sång: kör[5]